# Министр иностранных дел Австралии
Министр иностранных дел Австралии в правительстве Австралии, ответствен за наблюдение над отделом международной дипломатии Департамента иностранных дел и торговли. До 1970, должность была известна как министр внешних сношений.
Министр иностранных дел Австралии обычно один из большинства старших членов Кабинета — пост эквивалентен таковому Государственному секретарю в Соединённых Штатах Америки или министру иностранных дел в Великобритании, и как видно из того факта, что одиннадцать премьер-министров Австралии также работали министрами иностранных дел.
Министр замечен как один из людей, наиболее ответственных за формулирование внешней политики Австралии, поскольку он наряду с другими важными министрами советуют премьер-министру в развитии и осуществлении внешней политики, а также действует как главный докладчик правительства по международным проблемам. В последнее время, министр также предпринимает многочисленные международные поездки, чтобы встретиться с иностранными представителями и главами государств или правительств.
Александер Даунер занимал пост министра иностранных дел дольше всех в Австралийской истории.

## Министры иностранных дел Австралии с 1901 года
- Эдмунд Бартон[1] — (1 января 1901 — 24 сентября 1903);
- Альфред Дикин[1] — (24 сентября 1903 — 27 апреля 1904);
- Уильям Хьюз — (27 апреля — 17 августа 1904);
- Джордж Рид[1] — (17 августа 1904 — 5 июля 1905);
- Альфред Дикин[1] — (5 июля 1905 — 12 ноября 1908);
- Ли Бэтчелор — (12 ноября 1908 — 2 июня1909);
- Литтлтон Эрнст Грум — (2 июня 1909 — 29 апреля 1910);
- Ли Бэтчелор — (29 апреля 1910 — 8 октября 1911);
- Джозайя Томас — (8 октября 1911 — 24 июня 1913);
- Патрик Макмагон Глинн — (24 июня 1913 — 17 сентября 1914);
- Джон Артур — (17 сентября — 9 декабря 1914);
- Хью Магон — (9 декабря 1914 — 14 ноября 1916);
- Фредерик Уильям Банфорд — (14 ноября 1916 — 17 февраля 1917);
- Патрик Макмагон Глинн — (17 февраля 1917 — 10 января 1918);
- Уильям Хьюз[1] — (10 января 1921 — 9 февраля 1923);
- Стэнли Мельбурн Брюс[1] — (9 февраля 1923 — 22 октября 1929);
- Джеймс Скаллин[1] — (22 октября 1929 — 6 января 1932);
- Джон Латэм — (6 января 1932 — 12 октября 1934);
- Джордж Пирс — (12 октября 1934 — 29 ноября 1937);
- Уильям Хьюз — (29 ноября 1937 — 26 апреля 1939);
- Генри Галлетт — (26 апреля 1939 — 14 марта 1940);
- Джон Макьюэн — (14 марта — 28 октября 1940);
- Фредерик Гарольд Стюарт — (28 октября 1940 — 7 октября 1941);
- Герберт Вере Эватт — (7 октября 1949 — 19 декабря 1951);
- Ричард Кейси — (19 декабря 1951 — 4 февраля 1960);
- Роберт Гордон Мензис[1] — (4 февраля 1960 — 22 декабря 1961);
- Гарфилд Барвик — (22 декабря 1961 — 24 апреля 1964);
- Пол Хэзлак — (24 апреля 1964 — 11 февраля 1969);
- Гордон Фрис — (11 февраля — 12 ноября 1969);
- Уильям Макмэхон — (12 ноября 1969 — 22 марта 1971);
- Лесли Бери — (22 марта — 2 августа 1971);
- Найджел Боуэн — (2 августа 1971 — 5 декабря 1972);
- Эдвард Хью Уитлем[1] — (5 декабря 1972 — 6 ноября 1973);
- Дон Роберт Уиллиси — (6 ноября 1973 — 11 ноября 1975);
- Эндрю Пикок — (11 ноября 1975 — 3 ноября 1980);
- Энтони Стрит — (3 ноября 1980 — 11 марта 1983);
- Уильям Джордж Хэйден — (11 марта 1983 — 2 сентября 1988);
- Гарет Эванс — (2 сентября 1988 — 11 марта 1996);
- Александер Даунер — (11 марта 1996 — 3 декабря 2007);
- Стивен Смит — (3 декабря 2007 — 14 сентября 2010);
- Кевин Радд — (14 сентября 2010 — 22 февраля 2012);
- Крейг Эмерсон — (22 февраля 2012 — 13 марта 2012);
- Боб Карр — (13 марта 2012 — 18 сентября 2013);
- Джули Бишоп — (18 сентября 2013 — 28 августа 2018).
- Мэрис Пэйн (28 августа 2018 — 23 мая 2022)
- Пенни Вонг (с 23 мая 2022)